# Лазаревська Юлія Леонідівна
Лазаревська Юлія Леонідівна (6 липня 1945, Київ — 6 листопада 2021, там само) — радянський і український звукооператор, сценарист, режисер-документаліст, художник. Член Національної спілки кінематографістів України.

## Біографічні відомості
Народ. 6 липня 1945 р. в родині службовця. Сестра композитора Т. Л. Лазаревської-Дикарєвої, дружина режисера-документаліста Г. Я. Шкляревського. Закінчила музично-педагогічний факультет Київського державного педагогічного інституту ім. М. Горького (1967).
Працювала на студії «Київнаукфільм».
Оформила фільми: «Біосфера. Час усвідомлення» (1974), «Комп'ютер і загадка Леонардо», «Алмазна стежка» (1975), «Альтернатива колеса» (1980), «Академік Глушков» (1981), «Подряпина на льоду» (1983), «Люди і дельфіни» (1983, музичне оформлення), «На прицілі ваш мозок» (1984, музичне оформлення), «Лише той хто діє» (1985), «Разом з Макаренком» (1987), «Білий олень тундри» (1987, музичне оформлення), «9 років з екстрасенсами» (1989) та ін.
Співпрацювала з кінорежисерами Ф. Соболєвим, В. Олендером, А. Борсюком, О. Роднянським у стрічках: «Біля джерел людства» (1976), «Дерзайте, ви — талановиті» (1979) «Коли зникають бар'єри» (1981), «Київська симфонія» (1982) та ін.
Автор сценаріїв і режисер фільмів: «Золото скіфів» (1991), «Георгій Нарбут. Живі картини», «Інша половина» (1995), «Антологія зайвих» (1997), «Меандр» (1998), «Сонет 29» (2000), «Юндерсюрприз» (2001), «Без пафоса» (2002), «Якутовичі» (2007), «Ігор Шамо. Постлюдія» (2014), «Загальний зшиток» (2016, за сценар. С. Тримбача — стрічка висвітлює драматичний період життя режисера і письменника Олександра Довженка під час бурхливих подій 1939—1945 рр.) тощо.
Як скульптор і художник бере з 1987 р. участь у багатьох виставках.
Стала «Художником року» і отримала Головний приз на V Міжнародному фестивалі у Києві.